# Internationaux de Nouvelle-Calédonie 2012
L'Internationaux de Nouvelle-Calédonie 2012 è stato un torneo professionistico di tennis maschile giocato sul cemento. È stata la 9ª edizione del torneo che fa parte dell'ATP Challenger Tour nell'ambito dell'ATP Challenger Tour 2012. Si è giocato a Nouméa in Nuova Caledonia dal 2 all'8 gennaio 2012.

## Partecipanti

### Teste di serie
| Nazionalità | Giocatore               | Ranking* | Testa di serie |
| ----------- | ----------------------- | -------- | -------------- |
| Stati Uniti | Michael Russell         | 99       | 1              |
| Francia     | Jérémy Chardy           | 103      | 2              |
| Francia     | Kenny de Schepper       | 139      | 3              |
| Spagna      | Daniel Muñoz de la Nava | 140      | 4              |
| Francia     | Augustin Gensse         | 150      | 5              |
| Francia     | Arnaud Clément          | 153      | 6              |
| Italia      | Matteo Viola            | 156      | 7              |
| Belgio      | Ruben Bemelmans         | 160      | 8              |

- Ranking al 26 dicembre 2011.

### Altri partecipanti
Giocatori che hanno ricevuto una wild card:
- Axel Michon
- Nicolas N'Godrela
- Ludovic Walter

Giocatori passati dalle qualificazioni:
- Matthew Barton
- Loic Perret
- Peter Polansky
- Eric Scherer

## Campioni

### Singolare
Jérémy Chardy ha battuto in finale  Adrián Menéndez Maceiras con il punteggio di 6–4, 6–3

### Doppio
Sanchai Ratiwatana /  Sonchat Ratiwatana hanno battuto in finale  Axel Michon /  Guillaume Rufin con il punteggio di 6–0, 6–4